# Немир (филм)
„Немир” је југословенски филм из 1982. године. Режирао га је Ади Ахмет Имамовић а сценарио су написали Зоран Будак и Гордана Хајни.

## Радња
Како би сачувала брак, Марија покушава из своје психе избрисати догађај који ју је потресао још у раној младости. Шок који је тада доживела прекинуо је њену љубав према Динку. Поновни сусрет с њим, сада бесциљним пијанцем, још је више погађа.

## Улоге
| Глумац          | Улога                      |
| --------------- | -------------------------- |
| Миљенка Андроић |                            |
| Младен Будишчак |                            |
| Игор Гало       |                            |
| Нада Гаћешић    |                            |
| Вида Јерман     |                            |
| Асја Јовановић  | Марија (као Асја Поточњак) |
| Наташа Маричић  |                            |
| Миа Оремовић    |                            |
| Ангел Паласев   |                            |
| Вера Зима       |                            |